# Habitatge unifamiliar al carrer Iscle Soler, 21 (Terrassa)
La Casa al carrer d'Iscle Soler, 21 és un habitatge al centre de Terrassa que forma part de l'Inventari del Patrimoni Arquitectònic de Catalunya. L'edifici fou construït l'any 1936. És obra de l'arquitecte Joan Baca i Reixach, i és una bona mostra de la transició del noucentisme al racionalisme.

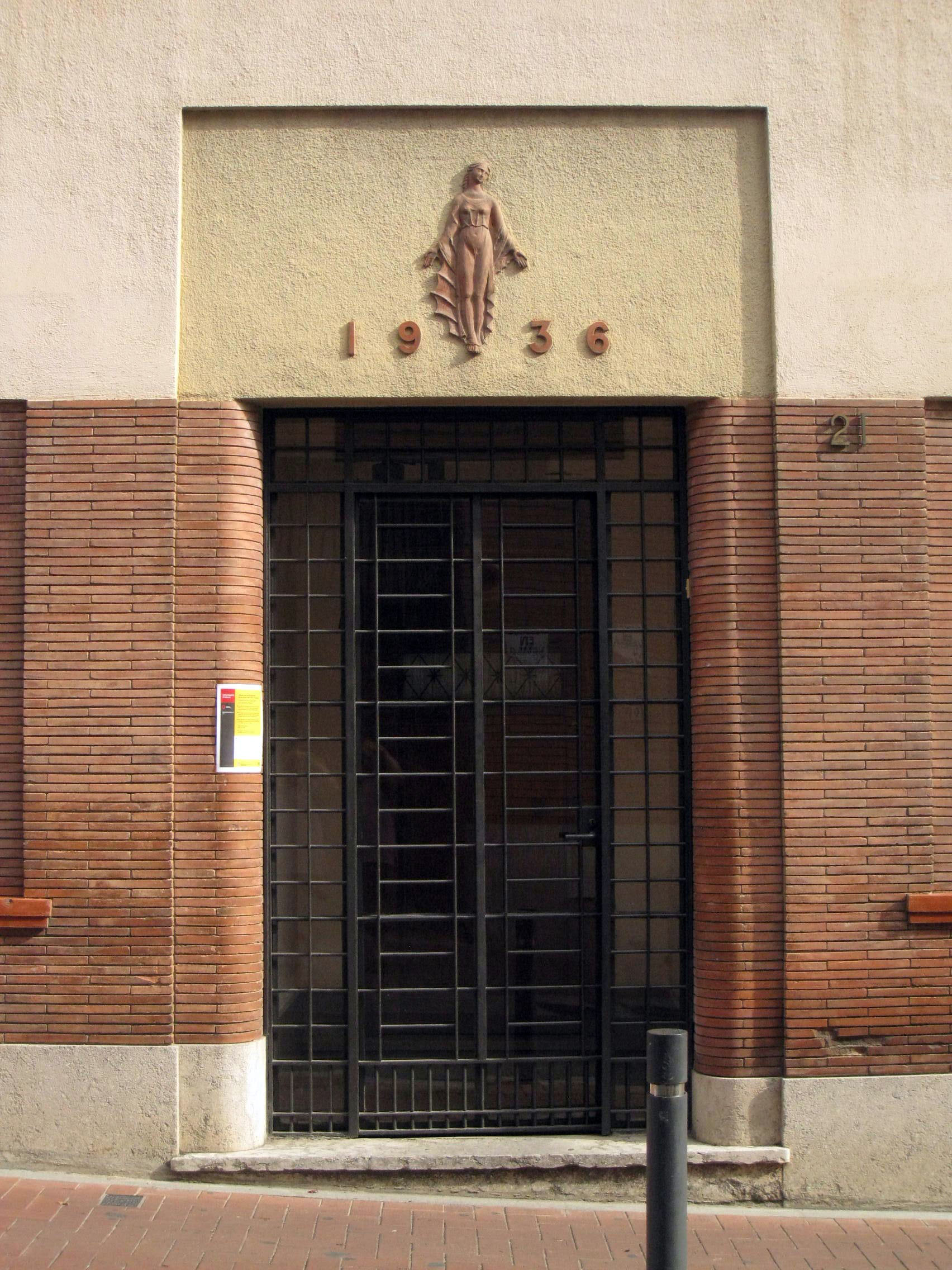
Detall de la porta

És un habitatge unifamiliar entre mitgeres, de planta rectangular, format per planta baixa i pis. La façana, de línies molt simples i obertures rectangulars, amb decoració de maó vist, té la porta d'accés centrada i dues finestres als costats. Al pis superior hi ha dues finestres. El coronament és també molt senzill, a base d'una filada de maó. La façana té un parament de pedra artificial a la base, maó vist a la planta baixa i arrebossat al pis superior.